# Giron Sámi Teáhter
Giron Sámi Teáhter ("Kiruna samiska teater"), Samiska teatern, är en svensk, samisk, professionell, offentligt finansierad teater med säte och egen scen i Kiruna.
Teatern grundades via beslut i Sametinget 1992 under namnet Sámi Teáhter och lyder ännu formellt under uppdragsgivaren Jordbruksdepartementet i likhet med den statliga regleringen av annan samisk verksamhet. Dess uppdrag är att fungera som en samlande, turnerande teater för hela Sapmi, företrädesvis i Sverige, och utgöra en grund för samisk kultur och språktillhörighet, men spelar även på svenska. 2009 bytte teatern namn till det nuvarande Giron Sámi Teáhter ("Kiruna samiska teater"). Utredning pågår om visionen att småningom kunna omvandla verksamheten till en officiell svensk-samisk nationalscen och med en stabilare grund och finansiering.
Verksamheten bedrivs i form av en ideell förening med samiska organisationer, Kiruna kommun, Storumans kommun, Norrbottens läns landsting  och Västerbottens läns landsting som huvudmän och finansiärer tillsammans med Kulturdepartementet (budget 2011: cirka 6,6 miljoner kronor). Lillemor Mauritzdotter Nyhléns chefsperiod följdes av Lena Engqvist Forslunds från hösten 2008 till hösten 2014, varpå Ellen Marit Labba tillträdde som tillförordnad teaterchef. Hösten 2015 utnämndes Åsa Simma till ny teaterchef.
Utöver verksamheten i den nordliga huvudregionen har man även gästspelat på andra platser som Dramaten i Stockholm och Grönland och samarbetar bland annat med Riksteatern.